# Ptychadena mossambica
Ptychadena mossambica (tên tiếng Anh: Mozambique Ridged Frog) là một loài ếch trong họ Ptychadenidae.
Nó được tìm thấy ở Botswana, Kenya, Malawi, Mozambique, Namibia, Nam Phi, Swaziland, Tanzania, Zambia, Zimbabwe, và có thể cả Angola.
Các môi trường sống tự nhiên của chúng là các khu rừng khô nhiệt đới hoặc cận nhiệt đới, xavan khô, xavan ẩm, vùng đất có cây bụi nhiệt đới hoặc cận nhiệt đới, vùng cây bụi ẩm khu vực nhiệt đới hoặc cận nhiệt đới, đồng cỏ khô nhiệt đới hoặc cận nhiệt đới vùng đất thấp, đồng cỏ nhiệt đới hoặc cận nhiệt đới vùng ngập nước hoặc lụt theo mùa, đầm nước, hồ nước ngọt có nước theo mùa, đầm nước ngọt, đầm nước ngọt có nước theo mùa, đất canh tác, vùng đồng cỏ, khu vực trữ nước, và ao.